# トルステン・ファンヤースフェルト
トルステン・ファンヤースフェルト（Torsten van Jaarsveld、1987年6月30日 - ）は、トップ14・バイヨンヌに所属するラグビーユニオン選手。

## プロフィール
- ナミビア・ウィントフック出身[1]。
- ポジションはフッカー(HO)、フランカー(FL)。
- 身長 179cm、体重 106kg
- ナミビア代表キャップは28（2025年3月現在）でラグビーワールドカップ2015・ラグビーワールドカップ2019・ラグビーワールドカップ2023のナミビア代表に選ばれた[2][3]。

## 略歴
ピューマズ、フリーステイトXV、フリーステイト・チーターズ、チーターズを経て、2018年、バイヨンヌに加入。
モン＝ド＝マルサンを経て、2024年、バイヨンヌに復帰。